# Aràbia preislàmica

Pobles preislàmics del subcontinent àrab i els principals estats veïns. Molts n'eren cristians, zoroastrians o yazdanites

Expansió aproximada de l'Imperi Neobabilònic durant el regnat de Nabonid (556-539 aC).

La història de l'Aràbia preislàmica, és a dir, la de la península Aràbiga i el poble àrab abans del sorgiment de l'islam l'any 630 no es coneix amb gran detall. L'exploració arqueològica de la zona ha estat escassa; les fonts escrites es limiten a nombroses inscripcions i monedes de l'Aràbia meridional. El material existent consisteix sobretot en fonts escrites d'altres tradicions (allò que es denomina protohistòria): egípcies, gregues, romanes, etc., així com de la tradició oral fixada més tard per escrit pels intel·lectuals àrabs de l'època islàmica.
Entre les civilitzacions més destacades hi ha la cultura Thamud, que va sorgir al voltant del 3000 aE i va perllongar-se sobre el 300 dC, i la primera civilització semítica a la part oriental va ser Dilmun, que va sorgir al voltant de finals del quart mil·lenni i va arribar al voltant de 600 CE. A més, des de la segona meitat del segon mil·lenni aC, l'Aràbia del Sud va ser la llar d'una sèrie de regnes com els sabeus i els mineus. L'Aràbia oriental va estar habitada per pobles de parla semítica que presumiblement van emigrar des del sud-oest, com ara el l'anomenada ètina Samad. Des del 106 dC fins al 630 dC, el nord-oest d'Aràbia va estar sota el control de l'Imperi Romà, que la va rebatejar com Arabia Petraea. Uns quants punts nodals estaven controlats pels colons de l'imperi part i sassànida.
L'estudi d'aquest període és important per als estudis islàmics i proporciona el context del naixement i expansió de l'islam. Hi ha fonts epigràfiques de l'àrab meridional antic des del s. IX aE, i de l'àrab septentrional antic des del s. VI aE. Des del s. III aE, la història àrab es fa més tangible amb el sorgiment del Regne himiarita, l'aparició dels qahtanites al Llevant i la gradual assimilació dels nabateus pels qahtanites als primers segles de la nostra era, que culminà en les explosives conquestes musulmanes del s. VII.

## Aràbia en l'edat del bronze

### Primeres migracions semites
Els primers fets coneguts de la història àrab són les migracions de la península a les zones veïnes. En el III mil·lenni ae, pobles de llengua semita migraren de la península cap a Mesopotàmia, s'assentaren a Sumèria i amb el temps crearen l'Imperi accadi de Sargon d'Accad (c. 2300 ae). Els babilonis i assiris es consideren descendents dels accadis semites.
El grup semita oriental s'establí a Ebla. Els amorrites eren semites occidentals que deixaren Aràbia a la fi del III mil·lenni aE i s'assentaren en el Llevant mediterrani. Alguns n'esdevingueren els amorrites i cananeus d'èpoques posteriors.

### Magan i A'ad
- Magan és el nom d'un dels socis comercials de Sumer. Se sol assumir que es trobava a Oman.[10]
- Els acadis s'establiren en l'Aràbia meridional a l'est de la tribu Qahtan. Fundaren el Regne d'Accadi cap al s. X ae, que va persistir fins al s. III.[11]

La nació d'Accadia era coneguda per grecs i egipcis. La Geografia de Ptolemeu (s. II ae) es refereix al lloc amb una versió hel·lenitzada dels habitants de la capital, Wabar o Ubar.

### Thamud
Els Thamud (en àrab: ثمود) eren un poble de l'Aràbia antiga, una tribu o grup de tribus que creà un gran regne que va florir del 3000 ae al 200 ae. Alguns treballs arqueològics recents han revelat l'existència de nombrosos exemples d'escriptura i pintura thamúdica en roca, no sols al Iemen, sinó a l'Aràbia central.
Aquest poble s'esmenta en fonts com l'Alcorà, la poesia àrab antiga, els annals assiris (que els citen com tamudi), la inscripció d'un temple grec al nord-oest d'Hijaz (datada de l'any 169), una font romana d'Orient del s. V i una antiga inscripció àrab a la rodalia de Tayma.
Així mateix els trobem referenciats en els annals de la victòria del rei Sargon II (s. VIII ae), que els derrotà en una campanya per l'Aràbia septentrional. Els grecs es refereixen a aquest poble com Tamudaei ("Thamud"), en els escrits d'Aristòtil, Ptolemeu i Plini. Van desaparéixer abans de Mahoma, entre el s. V i el VI.

## Aràbia meridional en l'edat del ferro

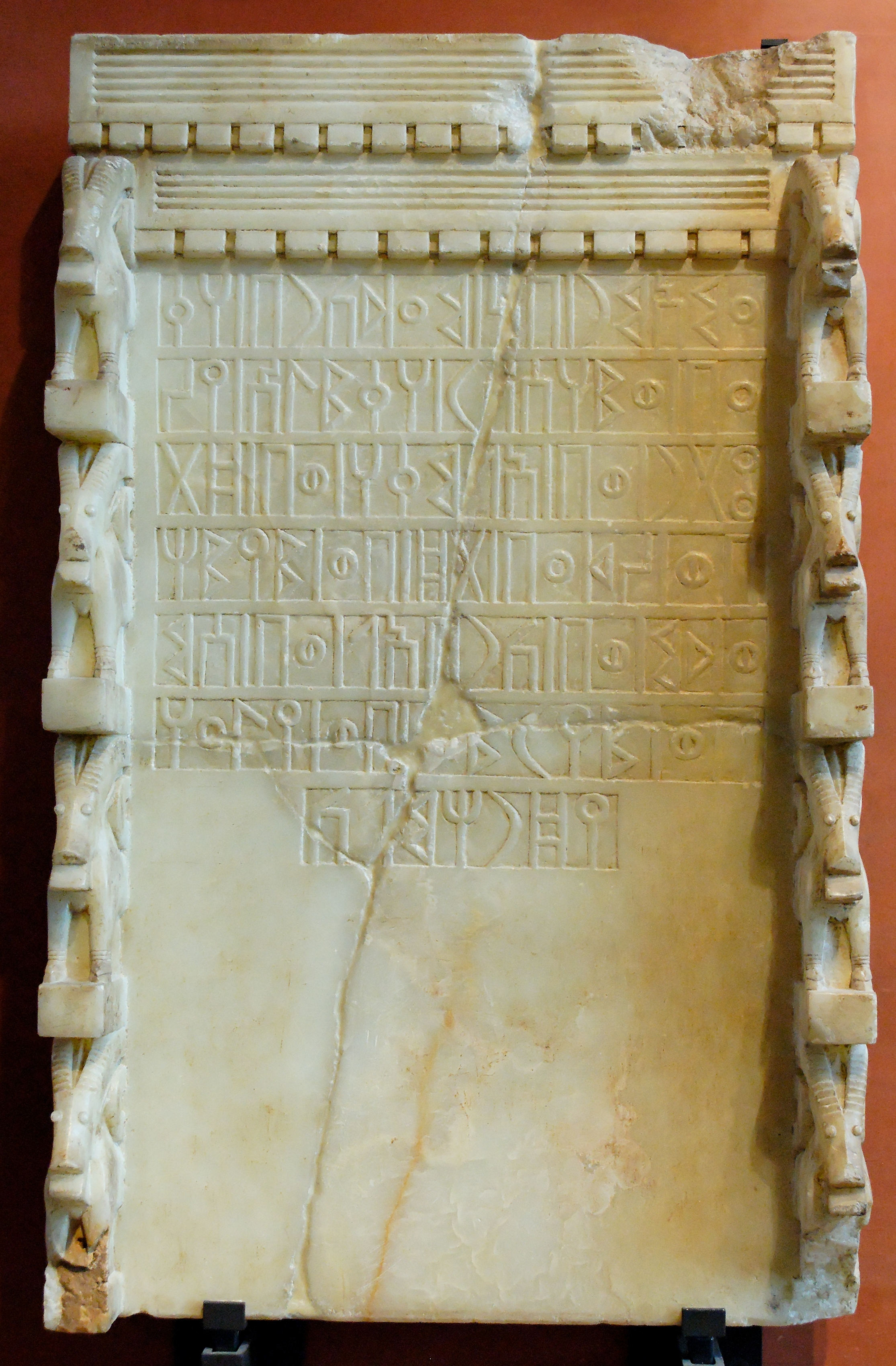
Inscripció sabea dirigida al déu lunar Almaqah; esmenta cinc déus àrabs meridionals, dos regnes sobirans i dos governants. S. VII ae

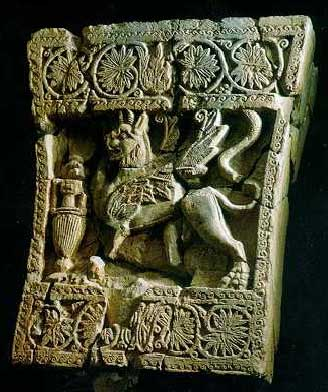
Aixeta del palau Reial de Shabwa, capital d'Hadramaut

### Regne dels mineus (s. IX ae-s. I ae)
En època dels mineus, tenien la seva captila a Karna (ara coneguda com a Sadah). L'altra ciutat important era Yathill (ara Baraqish). El Regne mineu se centrà al nord-oest del Iemen, amb la major part de les ciutats al llarg del wadi Madhab. Les inscripcions mineiques s'han trobat molt lluny del seu regne, com ara al-`Ula, al nord-oest d'Aràbia Saudita i fins i tot a l'illa de Delos i a Egipte. Fou el primer regne àrab meridional que desaparegué, i la llengua mineica es va extingir l'any 100.

### Regne de Saba (s. IX  ae-275 de)
Durant el Regne de Sabà, el comerç i l'agricultura van florir, amb gran riquesa i prosperitat. Els sabeus es localitzaven en el que ara és la regió d'Aseer del Iemen sud-occidental, i la seva capital, Ma'rib, prop de la moderna capital del Iemen, Sanà. D'acord amb la tradició àrab meridional, la fundà Sem, el fill major de Noé. Els romans restaren tan impressionats per la regió que la van denominar Arabia Felix. August hi envià una expedició de conquesta sota les ordres d'Eli Gal. Després d'un fracassat setge a Ma'rib, el general romà es retirà a Egipte, després que la seua flota destruïra el port d'Aden per garantir la ruta comercial cap a l'Índia. La importància d'aquest regne es basava en el cultiu i comerç d'espècies i perfums, incloent-hi encens i mirra. S'exportaven cap a la Mediterrània, l'Índia i Abissínia, on eren molt apreciats, per terra amb camells (cap a Aràbia) i per mar (cap a l'Índia).
Durant els s. VIII-VII aE va haver-hi un estret contacte cultural entre el nord d'Etiòpia, Eritrea i Saba. Encara que la civilització era indígena i les inscripcions reials estaven escrites en un llenguatge protosemític, també hi havia al regne alguns immigrants sabeus, com ho evidencien algunes inscripcions.
L'agricultura a la geografia del Iemen va florir durant aquest període gràcies a un avançat sistema de rec, consistent en grans túnels que acumulaven aigua a les muntanyes i pantans. La més impressionant d'aquestes preses, coneguda com la de Ma'rib, la construïren cap a l'any 700 aE: proporcionava aigua a 100 km² de terra de regadiu i va romandre en peus durant un mil·lenni fins que es va col·lapsar l'any 570 de, després de segles d'abandó.

### Regne d'Hadramaut (s. VIII  ae-s. III de)
Les primeres referències al Regne d'Hadramaut són inscripcions del s. VIII ae. S'esmenten en una inscripció de Karab'il Watar en sabeu, de principis del segle vii aC, en què el rei d'Hadramut, Yada`'il, hi apareix com un dels seus aliats. Quan els mineus dominaren les rutes de caravanes al segle iv aC, Hadramut s'uní a la confederació, possiblement per interessos comercials. Més tard se n'independitzà i cap a finals del s. I ae fou envaït per l'expansiu Regne d'Himiar, però pogué rebutjar-ne la invasió. Hadramaut s'annexionà Qataban en la segona meitat del s. II, i assolí la màxima expansió territorial. Finalment el Regne d'Hadramaut fou conquistat pel rei himiarita Shammar Yuhar l'any 300, que unificà tots els regnes de l'Aràbia meridional.

### Regne d'Awsan (s. VIII ae-s. VI ae)
L'antic Regne d'Awsan en l'Aràbia meridional (actual Iemen), amb capital a Hagar Yahirr, al uadi Markha, al sud del uadi Bayhan, està marcat per un tel o monticle artificial, que és conegut localment com a Hagar Asfal.

## Els aquemènides en l'Aràbia septentrional
L'Aràbia aquemènida comprenia les terres entre Egipte i Mesopotàmia, coneguda més tard com Arabia Petraea.
Segons Heròdot, Cambises II no va subjugar els beduïns quan atacà Egipte l'any 525 aE. No apareixen esmentats en la inscripció de Behistun que descriu les conquestes de Darios I, però sí posteriorment en texts tardans, la qual cosa suggereix que aquest rei persa conquistà aquesta part d'Aràbia.

## Nabateus
Els nabateus no es troben entre les tribus esmentades en les genealogies àrabs perquè el Regne nabateu desaparegué molt abans de l'arribada de l'islam. Estaven assentats a l'est de la depressió sirioafricana entre la mar Morta i la Roja, és a dir, la terra que havia estat coneguda com a Edom. Encara que les primeres fonts fiables daten del 312 ae, és possible que hi estigueren assentats des de molt abans.
Petra (del llatí petra, 'pedra') és en una gran vall a l'est del uadi Araba a Jordània, a 80 km al sud de la mar Morta. Va adquirí notorietat a la fi del s. I  aE gràcies al comerç d'espècies. Petra era la principal ciutat de l'antiga Nabatea i era famosa sobretot pels sistemes d'enginyeria hidràulica. Fou independent fins al regnat de Trajà, i després florí sota domini romà. La ciutat va créixer al voltant del seu carrer columnat al s. I de la nostra era i a meitat d'aquest segle havia aconseguit un notable grau d'urbanització. Va ser probablement en aquest període quan se n'obriren les pedreres, i la construcció va continuar durant els segles I i II dE.

## Palmira
Palmira, una rica i elegant ciutat caravanera, la va incloure a la província romana de Síria, Tiberi (14-37). Va adquirir importància com a escala en la ruta comercial que unia Pèrsia, l'Índia, la Xina i l'Imperi Romà, pels ports de Síria i Fenícia. Al 129 Hadrià visità la ciutat i va quedar-hi tan impactat que la proclamà ciutat lliure i la redenominà Palmyra Hadriana. Els seus habitants àrabs van anar adoptant costums i vestits d'influència grecoromana, però també dels parts.

## Expansió qahtanita al nord
En època sassànida l'Aràbia Pètria fou una província fronterera entre Roma i Pèrsia, i des dels primers segles de la nostra era es veié afectada per la influència àrab meridional, sobretot amb l'emigració gassànida del s. III.

### Gassànides, lajmides i kindites
Els gassànides, làkhmides i kindites foren els últims pobles no musulmans que emigraren del Iemen per dirigir-se cap a les fronteres nord i sud-oest.
- Els gassànides reavivaren la presència semita en l'hel·lenitzada Síria. S'assentaren sobretot a la regió d'Hauran i es van expandir al Líban i Palestina. Els gassànides es van mantenir a Síria fins que foren absorbits per l'expansió islàmica.

Grecs i romans es referien a tota la població nòmada del desert d'Orient Pròxim com arabi (àrabs). Els grecs denominaven el Iemen Arabia Felix. Els romans anomenaven els estats vassalls habitats per nòmades dins del seu imperi Arabia Petraea (Aràbia Pètria), per la ciutat de Petra; i els deserts que feien de frontera sud-est del seu imperi els coneixien com Arabia Magna (Gran Aràbia).
- Els làkhmides assentats a la regió del Tigris mitjà a l'entorn de la capital al-Hira s'aliaren amb els sassànides contra els gassànides i l'Imperi Romà d'Orient.[52] Els làkhmides eludiren el control de les tribus de l'Aràbia central juntament amb els kindites, amb qui acabaren destruint Kinda l'any 540, després de la caiguda del seu principal aliat, Himiar. Els sassànides dissolgueren el regne làkhmida al 602.
- Els kindites van emigrar des del Iemen amb els altres dos grups, però foren rebutjats cap a Bahrain per la tribu d'Abd-al-Qays Rabia. Tornaren al Iemen i s'aliaren amb els himiarites, que els van instituir com al seu regne vassall. Els làkhmides controlaren l'Aràbia central des de la ciutat de Qaryah dhat Kahl (actualment Qaryat al-Faw). Van governar la major part del centre i nord de la península Aràbiga fins a la caiguda dels himiarites l'any 525.[53]

## Tribus beduïnes

Localització aproximada d'algunes tribus importants de la península Aràbiga en l'època del sorgiment de l'islam. Algunes ciutats de la regió apareixen marcades amb cercles

Molts dels llinatges àrabs reclamen ascendència anterior a Ma'ad valent-se de la genealogia bíblica. El consens general entre els genealogistes àrabs del segle XIV era que hi havia tres classes d'àrabs:
1. "Àrabs desapareguts": els més antics, la història dels quals és poc coneguda. Hi inclouen els ‘Ad, Thamud, Tasm, Jadis, Imlaq i altres. Jadis i Tasm moriren per genocidi. Ad i Thamud, per la seua decadència. Alguns dubten de la seua existència, però Imlaq és la forma singular de 'Amaleeq i és probablement sinònim de l'Amalek bíblic.[55]
2. "Àrabs purs": al·leguen que provenen de la progènie de Ja‘rub bin Yashjub bin Qahtan i per això es diuen àrabs qahtanites.[56]
3. "Àrabs arabitzats": al·leguen provenir de la nissaga d'Ismael, fill del patriarca bíblic Abraham i es diuen àrabs adnanites.[57]

## Sistema de parentiu
Per comprendre el sistema d'organització social tribal d'Aràbia en l'època preislàmica, és crucial l'estudi dels vincles de parentiu. Aquests, que s'establien per diverses formes d'aliança i no sols per consanguinitat, constituïen els fonaments de l'estructura tribal.
| « | Tres unitats principals formaven el marc social de l'àrab preislàmic, cosa que significa que la seua vida tenia tres nivells, no aïllats sinó integrats. El grup més gran era la tribu, anomenada qabîla. La tribu es dividia en diversos clans o ḥayy o baṭn i aquest es componia d'un nombre variable de famílies, ‘a’ila, ahl, bayt, que era la unitat més menuda. | » |

Per mantenir aquesta forma d'organització social, era important que el vincle dels individus amb la tribu tingués una força particular que es concentra en el concepte d'aṣabīyah, que Toshihiko Izutsu defineix com l'esperit de solidaritat tribal, segons el qual els individus vivien i morien per defensar l'honor de la tribu.
El llaç de parentiu era el principal factor de cohesió; cal destacar, però, dues característiques importants del sistema de parentiu de l'Aràbia preislàmica: els llaços de parentiu no eren indissolubles i hi havia més mecanismes per establir una relació de parentiu que el matrimoni i la consanguinitat. Un exemple del primer cas és la institució de tabarru’ o expulsió d'un membre de la tribu. Els individus que eren expulsats de la tribu es deien ṣa‘ālīk.
També era comuna la separació o la unió a un col·lectiu (normalment un clan o una tribu més petita).
La integració i adopció dins d'una altra tribu, generalment més poderosa, es feia de diferents maneres. L'adoptat (mawlâ, pl. mawâlî) podia ser una sola persona, un grup més o menys gran o també tota una tribu, i podia manifestar-se de tres maneres diferents: primer, ser una protecció temporal (ŷâr, pl. ŷîrân = protegit, hui ṭanîb o qaṣîr);segon, podia ser una confederació duradora (ḥilf); i una de les seues característiques era reunir-se al voltant d'un santuari o territori sagrat (ḥaram com el de la Meca, o el del profeta a Medina), amb la qual cosa es posava l'accent en la religió; i tercer, una afiliació permanent en què s'adoptaven tots els drets i obligacions de l'altra tribu i fins se'n prenia el nom. Aquesta última s'acompanyava sempre de ritus especials, com la barreja de sangs, els juraments i la cerimònia de ruixar el foc amb sal i líquids perfumats.
Hi havia una distinció entre els membres per descendència (ḥamûla) i els membres per integració (‘ašîra); sabem, per les fórmules emprades durant els rituals d'integració, que l'aliança per adopció implicava un acord tan ferm que no es podia disminuir l'esperit de la solidaritat tribal en aquests casos.

### Religió
Els àrabs anteriors a l'islam creien en nombrosos déus i esperits: s'endevina una arrel totèmica en el culte a certs arbres i, sobretot, fonts i pedres.Respectaven certs animals considerats benefactors (lleó, bou, àliga i falcó) i temien els yinn o esperits malignes. Després, van anar elaborant lentament un panteó influït per les tradicions siriocananees i la cosmogonia mesopotàmica. A Palmira es barrejaven les divinitats babilònies i romanes: Nergal-Hèrcules i Nebo-Apol·lo, amb altres de feniciocananees: Baal Shamin, déu celeste; Astarte, Atargatis i Malakbel, amb les pròpiament àrabs: Bel, l'amo de l'univers, Yaribol, déu del sol, la justícia i les fonts; Aglibol, déu de la lluna; Al·lat o Alilat, dea de vida, i al-Uzza, personificació de l'estel de l'alba. El panteó nabateu era purament àrab. L'encapçalaven Dusares, rei dels déus, i Al·lat o Alilat, per a ells, dea del sol, el símbol del qual, el lleó, pot veure's gravat en les seues roques. Li seguien Wadd, déu de la lluna, etc. Els temples palmirans i nabateus seguien el model grecoromà. Les cerimònies i els sacrificis eren duts a terme per sacerdots dividits en diverses categories. Una processó al voltant del temple precedia les cerimònies. A Palmira es portava l'estàtua del déu o dea en un baiard o a lloms d'un dromedari i després se sacrificava davant ella. Celebraven també banquets funeraris i en honor dels diversos déus.
A l'Aràbia del Sud predominaven les deïtats astrals i celestes, que dominaven la natura i el destí. Una tríade regnava sobre el panteó: Atar, déu dels estels, simbolitzat pel planeta Venus; el seu pare, el déu de la lluna, Qamar o Sin, també anomenat al-Maqah pels sabeus i Wadd pels mineus; i sa mare Sams, la dea del sol. A aquesta tríade familiar només podien fer ofrenes els reis sacerdots. Altres déus eren Warafu, senyor de les delimitacions del terreny; Mundihay, patró del rec; Tàlab, déu de la pluja, i els déus protectors de cada clan. Els temples eren de grans dimensions al Iemen i l'Hijaz, amb grans patis porticats, un safareig per a les ablucions i, al fons, la cel·la on es guardava l'estàtua divina. La peregrinació als més importants santuaris era un dels principals rituals, que s'acompanyava de dejunis, abstencions i puresa ritual. Aquests santuaris (haram) solien ser en un bosquet sagrat (hima), on estava prohibit matar-ne els animals. A l'Hijaz els déus principals eren Al·lat o Alilat, dea solar el símbol de la qual era el lleó, que tenia a La Meca un haram i un hima; al-Uzza, l'estel de l'alba o planeta Venus matutí, que era la dea suprema dels Coresxites, la tribu governant a La Meca abans de l'islam, ciutat que tenia també santuari i hima, que solien acompanyar-se de Manat o Hubal, déu de la fertilitat, la primavera i l'agricultura, molt semblant als déus semites Baal, Adonis i Dumuzi. Manat era una dea molt antiga, senyora de la justícia, la mort i el destí. Les tribus adoraven també nombrosos déus menors, locals i tribals. Als temples es feien cerimònies, sacrificis i els kahin ("endevins" en àrab, veu propera a l'hebrea cohen) hi practicaven la màgia i l'endevinació. Així mateix hi havia servidors laics. L'islam serà una reacció sense concessions contra el paganisme relativament poc estructurat de l'Aràbia antiga, alguns dels trets de la qual, islamitzats, perduraran.

#### Cristianisme i judaisme
No eren religions desconegudes per als àrabs i Mahoma, ja que, des del s. III de, hi havia conversos. El cristianisme de la regió era sobretot nestorià i siríac que alhora va permetre la transmissió del coneixement clàssic als àrabs. Ho eren els gassànides i làkhmides de les fronteres siriomesopotàmiques i en la mateixa Aràbia va haver-hi des de llavors tribus cristianitzades, així com comunitats urbanes de cristians a l'oasi de Nayran (sud de l'Hijaz), Sanà al Iemen i l'illa de Socotra. No ha d'oblidar-se la proximitat d'Etiòpia, cristiana igual que l'Imperi Romà d'Orient, així com l'Imperi persa sassànida que, encara que de religió zoroàstrica, protegia la important Església nestoriana de Pèrsia. Alguns comerciants jueus s'havien instal·lat, des de finals del s. III de, al Iemen. Al s. VI, un rei convertit al judaisme, Du Nuwas, ocupà el tron d'Himiar i tractà d'implantar la seua fe com a religió oficial.
Nombrosos jueus, comerciants i llauradors, vivien a l'Hijaz. Alguns eren emigrants, però altres eren conversos autòctons. Per això, el judaisme va influir en la fase de creació de l'islam, especialment a Medina, ciutat en què la meitat dels habitants eren jueus a l'arribada de Mahoma. El profeta va procurar deixar clara la descendència dels àrabs d'Abraham amb el seu fill Ismael, igual que els jueus per Isaac. En la doctrina de Mahoma, els personatges bíblics prengueren importància, encara que en l'Alcorà l'Antic i Nou Testament se citen d'oïda o per texts apòcrifs distorsionats. De la Bíblia va prendre el monoteisme més rigorós i Jerusalem assenyalava la direcció de l'oració (alquibla) fins a l'enfrontament i ruptura amb la població jueva de Medina. L'Alcorà manté certes doctrines —resurrecció final, prescripcions alimentàries, aspectes del dret— presents en el judaisme.
La distinció jueva entre la Torà —la Bíblia— i el Talmud —els seus comentaris— existeix també en l'islam amb l'Alcorà —el llibre sagrat— i els hadits —tradicions posteriors. La sharia musulmana, igual que la halakà jueva, és una llei divina que reglamenta minuciosament tots els aspectes de la vida dels fidels. El dret i les escoles jurídiques són considerats, tant en l'islam com en el judaisme tradicionals, parts inseparables de la religió. Tals semblances es deuen a la influència que tingueren els jueus convertits a l'islam. A més, els hadits es van desenvolupar principalment a l'Iraq, on es trobaven els grans centres rabínics del Talmud babiloni.